# Cirkelbågsskrov

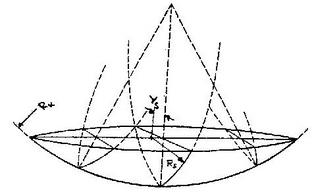
Cirkelbågsskrovets radier

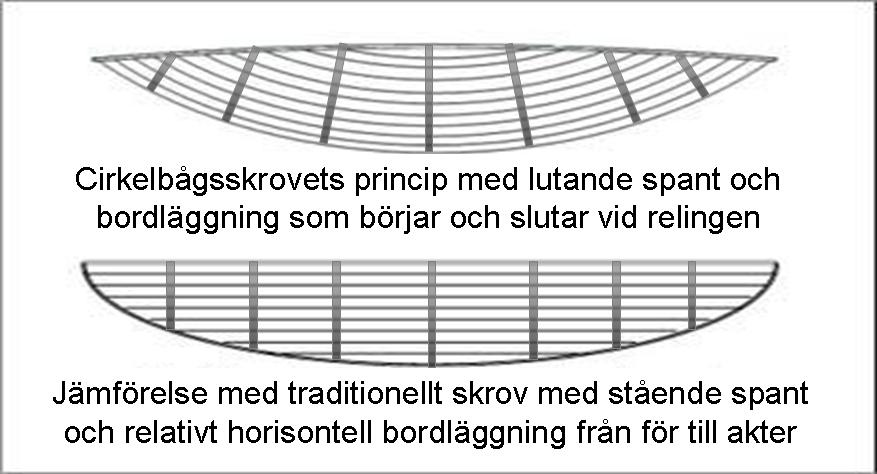
Cirkelbågsskrovets bordläggning

Ett cirkelbågsskrov (CBS) är det av ingenjör Fredrik Ljungström konstruerade skrov som framgångsrikt användes för hans segelbåtskonstruktioner, vanligen kallade Ljungströmkryssare eller Ljungströmare. Såväl spanten som däckspannet och skrovets undersida utgörs av cirkelbågar. 

## Spanten
Samtliga spant i ett cirkelbågsskrov har samma radie. På Ljungströms första modeller var tvärsnittet en enda cirkelbåge men ganska snart insåg konstruktören att en något spetsigare profil behövdes för att klara lite grövre sjö. Följden blev att två cirkelbågar möts i botten så att en något spetsig botten skapas.
Spanten lutas mot masttoppen så att de i aktern och fören lutar mest medan mittspantet midskepps står rakt upp.

## "Kölstocken"
Ljungströmkryssare saknar traditionell kölstock. Det undre bordet är dubbelt så brett, det är allt. Dess krökning är en cirkelbåge med radie ungefär lika med mastens längd.

## Bordläggningen
Bordplankorna består helt av parallellytiga ribbor som börjar och slutar vid relingen. Det undre (längsta) går från för till akter och de två översta (kortaste) ligger midskepps styrbord respektive babord uppe vid relingen. 

## Fördelar
Cirkelbågsskrovets fördelar ligger främst inom strömnings- och produktionstekniska områdena. Ljungström var strömningsexpert och visste att varje ytas krökningsändring medför försämrad strömning. Konstant radie är alltså att föredra. 
Den konsekventa användningen av cirkelbågar i skrovformen ger maximal formstyvhet och styrka, varför tunnare bordläggning kan användas.
För båtbyggaren har cirkelbågsskrov flera fördelar:
- Borden är parallellplaniga ribbor och behöver inte anpassas till någon kölstock.
- Samtliga spant har samma radie och kan alltså limmas i samma form. När borden satts dit kapas spanten längs med relingen.

Dessutom ligger inget ändträ och suger vatten under vattenlinjen.
Cirkelbågsskrovet lämpar sig mycket väl för så kallat stripbygge, där skrovet byggs av tunna träribbor som distansmaterial mellan glasfiberväv och epoxi.

## Nackdelar
Cirkelbågsskrov med för grund V-form är inte idealiskt för grov sjö eftersom det inte klyver vågorna utan kan ha en tendens att stampa.
Den lätta konstruktionen med stort antal tunna bordribbor gör att borden kan röra sig sinsemellan.